# Catops nigricans
Catops nigricans är en skalbaggsart som först beskrevs av Spence 1815.  Catops nigricans ingår i släktet Catops, och familjen mycelbaggar. Arten är reproducerande i Sverige.